# Sixto Jáuregui
Sixto Jáuregui Carbajo (Lima, Perú, 1 de diciembre de 1931 - 27 de diciembre de 2018) fue un jugador de billar peruano.
Vecino del cuartel Primero o Barrio de Monserrate de Lima, junto con Adolfo Suárez Perret y Humberto Suguimizu Honda, constituyen las glorias del billar peruano de las décadas de los sesenta y setenta del siglo XX. También consiguió un título nacional y un Latinoamericano por Equipos en pareja con Máximo Aguirre Santillán (Bicampeón Mundial por Equipos defendiendo la divisa Alemana en 1991 y 1992) en 1985, en la ciudad de Trujillo, Perú.
Obtuvo el récord mundial de 15 carambolas de "bolada", en el Campeonato Mundial a Tres Bandas por Equipos, torneo que se realizó en Burdeos, Francia en el año 1985.

## Palmarés
- 1984 Campeón Andino en la Modalidad Tres Bandas.
- 1985 Campeón Latinoamericano por Equipos en la Modalidad a Tres Bandas, en pareja con Máximo Aguirre.
- 1985 Récord mundial de carambolas (15 de "bolada").

## Premios y reconocimientos
- 2002 Laureles Deportivos del Perú en el grado de Gran Cruz.[1]